# Tangelo
Tangelo (Citrus ×tangelo, syn. Citrus ×aurantium) je odrůda citrusu. Jde o hybrid mandarinky (Citrus reticulata) a pomela, případně grapefruitu (Citrus maxima).
Tangela jsou někdy v angličtině označovaná jako honeybells. Jsou velká jako lidská pěst, mají mandarinkovou chuť a jsou šťavnatá. Díky tenké slupce jdou jednodušeji sloupnout než pomeranče. Stopku mají zakončenu charakteristickou "bradavkou". Tangela se dají použít jako náhražka sladkých pomerančů.
Název je kombinací anglických názvů TANGerine (mandarinka) a pomELO. Česky se tangelo často nazývá mineola.

## Léčiva
Jedna studie ukazuje, že na rozdíl od grapefruitu nejsou interakce se statinem u tangela pravděpodobné. Ačkoli je tangelo křížencem grapefruitu s mandarinkou, furanokumariny v grapefruitu se v tangelu zjevně nenacházejí.

## Galerie

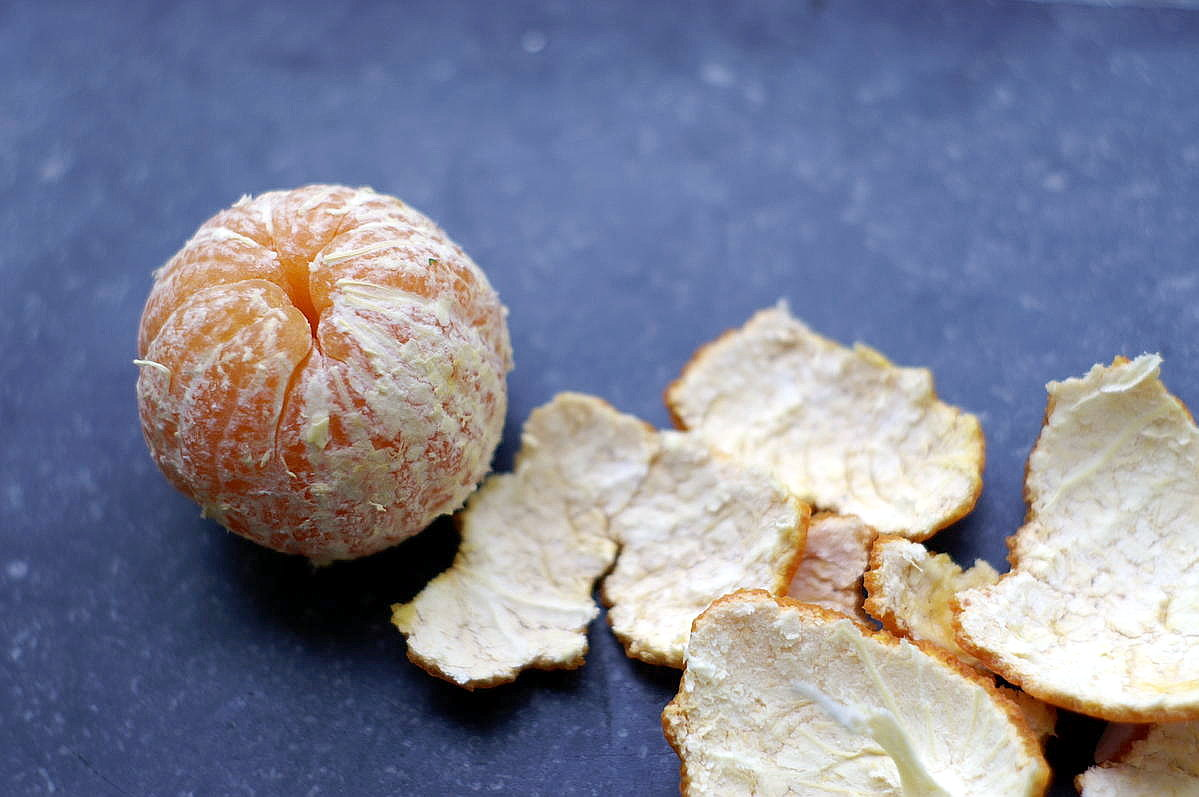
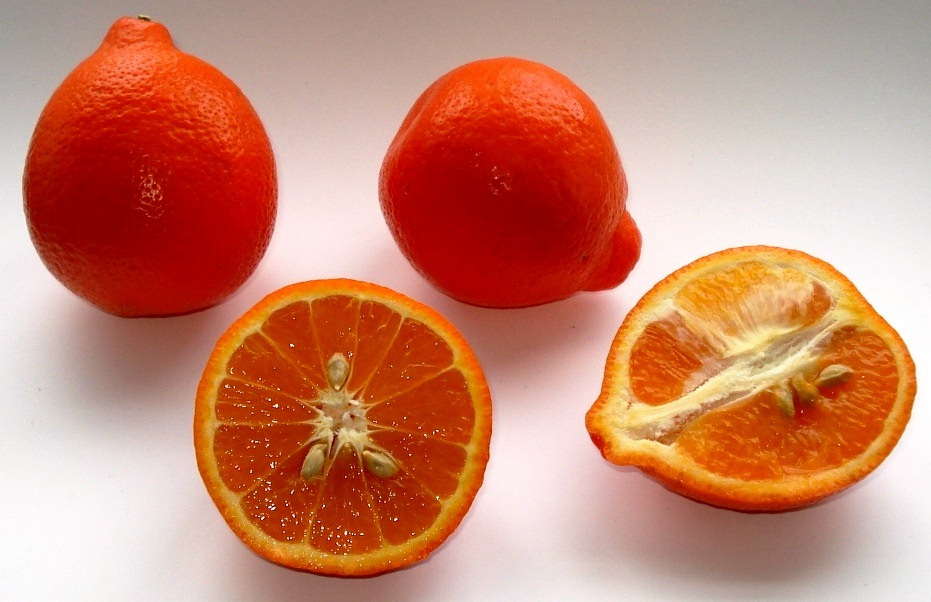
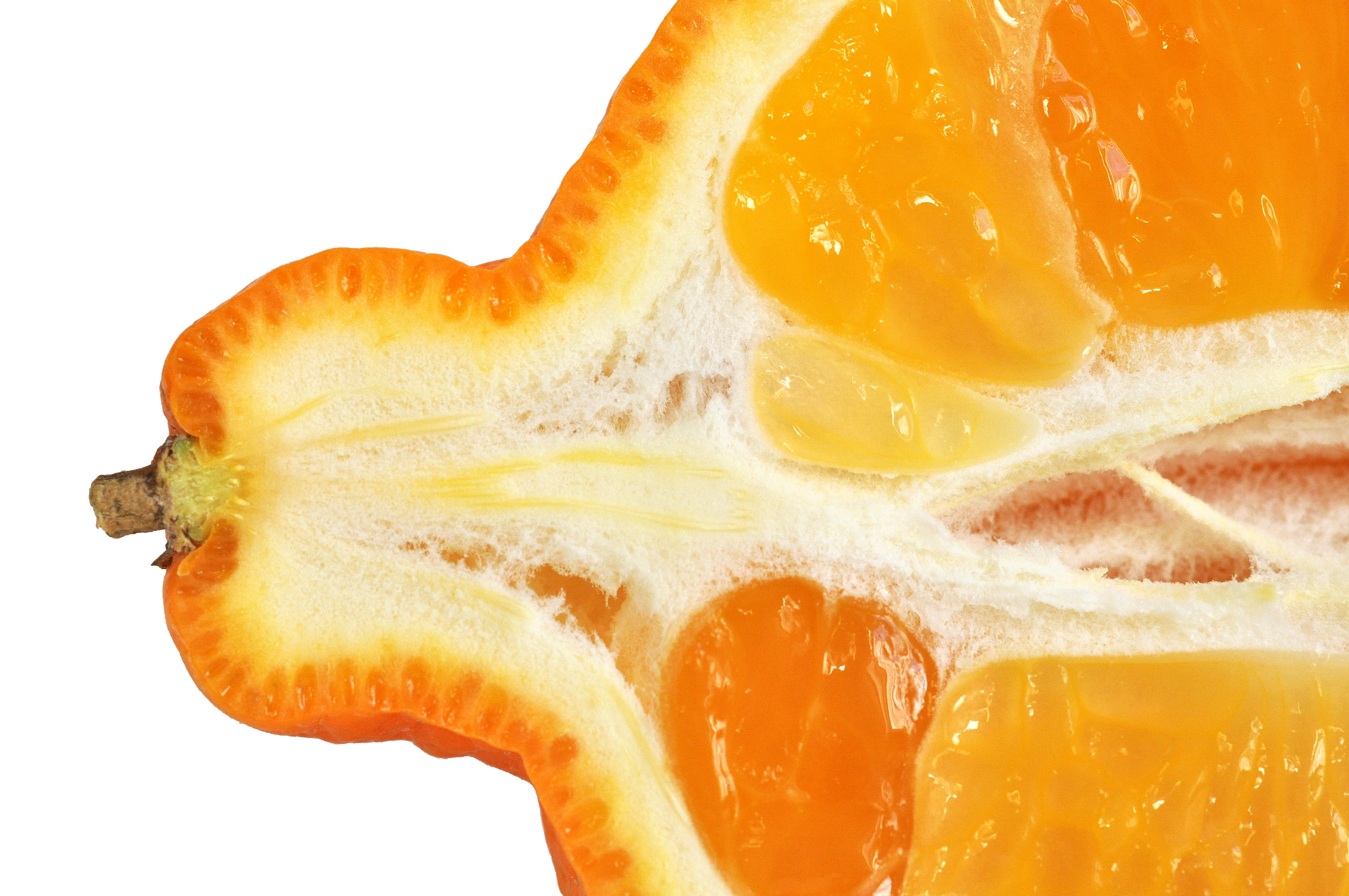